# Danci
 Ovo je glavno značenje pojma Danci. Za druga značenja pogledajte Danci (razdvojba).
Danci, indoeuropski narod, koji zajedno s Norvežanima i Šveđanima čini istočnonordijsku (skandidavsku) skupinu sjevernih Germana. Danaca (2008.) ima oko 7.297.000 u 15 zemalja, od čega oko 5.000.000 živi u Danskoj, a ostali su u: Sjedinjenim Državama; Njemačkoj; Švedskoj; Kanadi; Norveškoj; i drugdje po nekoliko tisuća ili stotina. Treba svakako spomenuti i 6500 Danaca naseljenih na Grenlandu.

## Ime
Ime danskog naroda /Det danske folk/ dolazi po starom plemenu Daner od kojega suvremeni Danci i potječu. Njihova zemlja  'Danmark'  (Danska; Eng. Denmark) u sebi sadrži ime navedenog plemena i franačku riječ marka, odakle nastaje i  'mark'  ili  'march' , u značenju granica.

## Povijest

### Prethistorija
Danci pripadaju skandinavskoj grani Sjevernih Germana i njihova povijest na području Danske zadire sve do polovice 5 stoljeća, kada se iz toga kraja počinju iseljavati Juti i Angli, a naseljavati danski preci iz Skandinavije, koji su do VIII stoljeća postali većinsko stanovništvo Jutlanda. Povijest Danske daleko je starija, a njezino područje još od kraja posljednjeg Ledenog doba naseljavali su lovački narodi, bilo je to još prije 12.500 godina pr. Kr., ili prema Peter Ravn Rasmussenu između 10000 i 7000 godina prije Krista. Blizu današnjega randersa, na poluotoku Jutlandu pronađeni su tragovi paleolitskih lovaca/sakupljača iza kojih su ostale slomljene kosti jelena, kako bi se došlo do 'mozga'. Oruđe čovjeka iz perioda Allerød bilo je od sobovih rogova kao i od kremena, što je karakteristika tog perioda.
Tokom mezolitika između 8000. i 3000. pr. Kr. na raznim lokacijama današnje Danske javlja se niz kultura. Na Jutlandu je bila Gudenå, dok su se na Sjællandu javile kulture Maglemose i Kongemose. Iza ovih kultura ostala su bogata nalazišta mikrolita i oruđa od kostiju i rogova, a prethode poznatoj kulturi Ertebølle. Kulturom Ertebølle od 3000. pr. Kr. ulazimo u doba pojave prvih obrađivača tla. Ono će se osobito javiti za vrijeme neolitika, od 3000. do 1500., kada dolazi do velikih promjena koja će se odraziti u budućoj danskoj povijesti, i to u vidu krčenja šuma i pojave stalnih naselja. Od 3000. do 2000. prije Krista dominira kultura tragtbæger ("funnel-cup") nazvanoj po karakterističnoj lijevkastoj lončariji. To je i period malih megalita  (dysser), i velikih megalitnih grobnih kompleksa jættestuer.
Do pojave Danera, danskih predaka, trebat će proći još cijelo Brončano razdoblje i ući u Germansko željezno doba (400. – 800. po Kristu), vrijeme u kojem su već šume iskrčene, a željezni plug je zaorao duboko u zemlju. To je period iz kojega su sačuvana mnoga blaga, najpoznatiji svakako su Zlatni rogovi pronađeni kod Gallehusa na jugu Jutlanda.  Ove ljude poznajemo pod plemenskim imenom Daner (Danes, Dani), zemlja njihovog porijekla je južna Skandinavija.

### Pleme Daner
Pleme Daner ili Dani, prema Jordanesu, ogranak su Šveđana, odnosno njihovih predaka koje poznajemo pod imenom Suetidi ili Suiones (u Jordanesa "Suehans"). Do seobe, bit će, nije došlo dobrovoljno, Danere su protjerali Heruli.
Dani su naselili i zauzeli Jutland i susjedne otoke.  Svoje južne granice oni utvrđuju zaštitnim zidom Dannevirke (Danish Wall), za koji je dendrokronološki utvrđeno da datira iz 730.-tih godina. Osim defanzivnih razloga moguća mu je namjena bila i zaštita kontrole overland-trgovine sa Sasima i Vendima (Slavenima s juga). Dannevirke je svakako svoju zadaću ispunio više puta i zaustavivši nekoliko invazija, bio je žarištem ljutih bitaka među kojima se ističe ona iz 1864.

### Dolazak na Jutland
Dolaskom danskih predaka na Jutland (Jylland) oni uskoro postaju većinsko stanovništvo. Dolazi do sukoba s Frizima, koji su držali u svojim rukama svu trgovinu na obalama Sjevernog mora. Prvi poznati vođa bio je Gudfred (Gøtrik, Gudrød), sin Sigfriedov, a vladao je od 804. do 810., kada ga je ubio netko iz vlastite pratnje. Borba protiv Friza vodi se napose za vrijeme Gudfreda. Već 811. ugovorom s Francima označuje se južna danska granica na rijeci Ejderu [Eider]. Prvi put ime Danmark spominje se 880-ih. Danci su tad obuhvaćali prostore kao što su Fyn i Sjælland [Zealand] s manjim otocima; Jylland [Jutland]; Viken, Bohuslen i Halland.
Tokom kasnijeg perioda južni dio Skandinavije (Skåne i Blekinge) postaju švedski, isto tako i Halland. Vojvodstvo Sønderjylland [South Jutland], egzistira od 1130. kasnije će postati poznato kao Slesvig [Schleswig], negdje oko 1300. postaje nezavisna kneževina u vazalstvu danskog kralja. Schleswig se širi od Eidera do Königsaua. Dogovorom Danaca I Nijemaca 1386. Schleswigom će vladati grofovi od Holsteina, Grofovi iz Schauenburga upravljat će Schleswigom i Holsteinom sve do svoga izumiranja 1459.

### Novija povijest
Vikinški period potrajat će od oko 800. do 1050. godine. Do ne kasnije od 878. Danci osvajaju sjevernu i istočnu Englesku. U 11 stoljeću kralj Knut Veliki, sin kralja Svenda Tveskæga ovladao je cijelom današnjom Danskom, Engleskom, Norveškom i južnom Švedskom, ali i dijelovima Finske. Kršćanstvo koje je uvedeno 826, u vrijeme njegovog kraljevanja raširilo se Danskom. Nakon njegove smrti (1035), knudovo carstvo se raspalo. Knud je umro u Shaftesburyju, Dorset, a sahranjen je u Old Minsteru, Winchester. Engleska i Norveška su se odvojile.
Norvežanin Magnus nakratko je ovladao Danskom od 1042., on je sin Olaf Haraldssona, koji od svoje četvrte godine živi u egzilu u Rusiji. Godine 1035., na poziv, vraća se u Norvešku i postaje kraljem Norveške i Danske. Magnus će umrijeti 1047. na brodu na putu u bitku protiv Sven II. Svenovom vladavinom, nećakom Knutovim, započet će vladavina njegovih nasljednika koja će potrajati sve do 1448. odnosno vladavinom kralja Kristofera III. Bavarskog, nakon čega će zavladati Oldenburška kuća. Svenov sin Knut IV. (1080. – 1086.), posljednji je danski vladar koji htio ovladati Engleskom. Dance od 12. stoljeća čeka novi problem, ekspanzija Baltičkih Slavena i Germana. Danci se bore za prevlast nad Baltičkim morem, a Knut VI (1182. – 1202.) pred Greifswaldom 1184. porazio je slavensku flotu pa se proglasio i njihovim kraljem. 
Tijekom 13. stoljeća Valdemar II. (1202. – 1241.) osvaja današnji Schleswig-Holstein, Pomeraniju, Mecklenburg, i Estoniju, iznova utemeljivši danski narod kao veliku silu sjeverne Europe.
Valdemar II. je prozvan 'osvajačem' (Valdemar Sejr) ali godine 1227. teško je poražen u bici na Bornhöved (Slaget ved Bornhøved). Ovaj poraz označio je kraj danske dominacije na obalama južnog Baltika.  U prvoj polovici 14. stoljeća jak utjecaj germanskih trgovaca iz gradova hanzeatske lige imao je za posljedicu stvaranja Kalmarske unije (1397; Kalmarunionen) koju stvara Valdemar IV. i njegova kćerka Margrete 1. U Uniju ulaze Danska, Norveška, Švedska, Ferojski Otoci, Island i Grenland, kao i dio Finske. Godine 1523. Švedska i Finska, iz nekih razloga revoltirane napuštaju ligu, ona se ipak održala sve do 1814.
Danskom 1448. ovlada dinastija Oldenburg kada sjevernonjemački grof Kristijan VIII. bude izabran danskim kraljem kojega povijest bilježi kao Kristijan I. (1448. – 1481.). Njegovi nasljednici uvest će razne reforme i doći će do značajnih promjena. Sin kralja Fridrika I. (1523. – 1533.), Kristijan III. 1534. – 1559., rođen u Gottorpu 1503. utemeljit će nacionalnu Luteransku crkvu. Nedugo kasnije Kristijan IV. (1588. – 1648.) koji maloljetan nasljeđuje prijestolje 1588. uvodi razne reforme u zakonodavstvu i upravi. Christian je kralj Danske i Norveške, gradi mnoge gradove. Ulaskom u Tridesetogodišnji rat pravi grešku. Nakon rata sa Švedskom 1643. – 1645. Danska gubi neka svoja područja. Sve će ovo ipak rezultirati Velikim sjevernim ratom, u kojem će se protiv Švedske udružiti Rusija, Danska-Norveška Poljska-Litva i Saska, što će potrajati od 1700. do 1721.
Desetih godina 19. stoljeća danska je na strani napoleonske Francuske nakon britanskih napada na Kopenhagen 1801. i 1807. Norveška je potpala pod Švedsku a Helgoland Engleskoj. Danska uskoro gubi i Schleswig-Holstein i Lauenburg u ratovima s Prusijom 1848. (koji završava bez pobjednika), i 1864.
Usprkos novim teritorijalnim gubicima Danska ekonomski prosperira kroz 19 stoljeće. Posljednji apsolutistički monarh, kralj Fridrik VII. potpisuje ustav kojim Danskoj daje parlament, i zemlja će postati ustavna monarhija. Fridrik VII. očito voli Dance kao narod, on putuje zemljom i dolazi u kontakt s običnim čovjekom, a ljubav prema naciji, njegova je snaga.
Kroz cijeli Prvi svjetski rat danska je neutralna, a koncem rata Nordschleswig, u kojemu živi njemačka manjina, vraćen je Danskoj. Godine 1933., za vrijeme kralja Kristijan X. provode se velike socijalne reforme i Danska polako kreće ka svijetloj budućnosti koja je čeka. Premda je neutralna, početkom Drugog svjetskog rata Njemačka ju je okupirala 9. travnja 1940., a 5.svibnja 1945., kapitulacijom Njemačke, zemlja je oslobođena. Island će također doživjeti potpunu nezavisnost, a Grenland 1953. postaje integralni dio Danske, a od 1979. dobiva samoupravu, i postat će parlamentarna demokracija unutar konstitutivne monarhije s glavnim gradom Nuuk (Godthåb). Najnovija istraživanja Dance su 2006. godine proglasili za najsretniji narod na svijetu, koji uživa u potpunoj demokraciji i materijalnoj sigurnosti.

## Etnografija
Danska ima prilično homogenu populaciju, ne računajući Ferojske otoke i Grenland, postoji tek nešto Nijemaca na jugu Jutlanda. Danci su pripadnici luteranske crkve, a preko 85% ih jer urbana a čak 48% koncentrirana je u četiri velika grada, to su Kopenhagen (København)), Ålborg, Odense i Århus.
Premda je veliki dio stanovništva naseljen u urbanim područjima, čak 70% tla ima agrikulturnu namjenu.  Ječam je glavna kultura, slijedi trava, krmiva i korijenasto bilje, od čega je veliki dio namijenjen prehrani stoke, a to je 15 milijuna kokoš, 9 milijuna svinja i 3 milijuna goveda. Uzgoj stoke i agrarne poslove Danci vode po malenim farmama površine od nekih 21 hektar, i većina su udruženi u kooperacije. Ribarstvo ima manji značaj (jegulja i haringa), ali čini glavnu preokupaciju na zapadnoj obali Jutlanda, kao i kod Ferojaca i Grenlanđana.

### Hrana
Danci su poznati proizvođači slanine (špeka), maslaca, raznih sireva i piva. Njihov najpoznatiji specijalitet svakako je otvoreni sendvič (Smørrebrød; "open faced sandwiches"), tradicionalno se priprema od bijelog ili raženog kruha a konzumira se uz poznato dansko pivo. Ovi sendviči u buffetima i restoranima se služe na tzv "Store kolde bord" ('velikom hladnom stolu'), a mogu biti s mesom, ribom, salamom, jetrenom paštetom, haringama, salatom, sirevima i drugim.
Spomenuti treba i "Frikadelle", mesne kuglice, nacionalni specijalitet koji se prvi puta spominje s početka 16. stoljeća, a u 'kuharici' se nalazi od 1648. Frikadelle se kao nacionalno jelo jede tokom cijele godine, i tipična hrana je svih Danaca.  Frikadelle se pripremaju od svinjetine, teletine, luka, jaja, soli i papra. Nadalje obavezno se mora spomenuti poznata slastica wienerbrød, uobičajeno u engleskom jeziku nazivana ’Danish’, slatki kolač nalik croissantu, priprema se od brašna, kvasca, mlijeka i jaja, a u pravilu jedu ga nedjeljom ujutro. Wienerbrød je novijeg datuma. Kava je također veoma popularan među Dancima, dnevno ispiju 20 milijuna šalica ovog napitka.

### Ples
Većina danskih plesova potječe između 1780. i 1880. Ples je bio zabava farmera i sirotinje ali su svi njihovi plesovi do oko 1920 gotovo potpuno zaboravljeni i zamijenjeni novim varijantama. Kulturni gubitak entuzijasti nastoje ponovno oživjeti ispitujući i kontaktirajući starije ljude koji još aktivno plešu stare danske plesove, a na temelju njihovog učenja i opisivanja lokalne plesne grupe ponovno ih oživljavaju.

### Nošnja
Stara danska nošnja kod muškaraca sastojala se od crnih cipela, vunenih čarapa (iznad koljena) s podvezicama, hlača do koljena, ogrtača ili kaputa, muške veste. Žene su nosile također crne cipele, vunene čarape preko koljena (s podvezicama), široke donje gaće-pantalette, podsuknje, suknje, vunene košulje, ženske veste sa srebrnim ili zlatnim juvelirom, marame i ženske kape ili šešira.